# Jörg
Jörg ist eine deutsche Kurzform des männlichen Vornamens Georg.

## Varianten
Jörk, Jork, Jorg, Joerg, Jörgen, Jørgen, Jörn, Jørn, Jürg, Jurg, Jürgen, Jürn, Jerch, Jocke, Jorge, Jeck, Jirzy, Jarvis, Jafk, Jilmas, Jermin, Jirgn, Jielk

## Herkunft und Bedeutung
Jörg ist eine deutsche Variante von Georg und bedeutet daher wie dieser so viel wie ‚Landwirt, Landmann‘. Der Vorname war im 15./16. Jahrhundert sehr beliebt, und auch Martin Luther benutzte Junker Jörg als Pseudonym, als er sich auf der Wartburg versteckt hielt.

## Verbreitung
Der Name Jörg gewann Anfang der dreißiger Jahre schnell an Popularität in Deutschland. In den Sechzigern war er einige Male unter den zehn am häufigsten vergebenen Jungennamen. Ab Anfang der achtziger Jahre ist seine Beliebtheit stark gesunken.

## Namenstag
Der 23. April ist der Namenstag von Georg und damit auch von Jörg.

## Namensträger

### Vorname
- Jörg Asmus (* 1966), deutscher Sachbuchautor und Ornithologe
- Jörg Behrend (* 1966), deutscher Geräteturner
- Jörg Berger (1944–2010), deutscher Fußballtrainer
- Jörg Blauert (* 1964), deutscher Schachspieler
- Jörg Blaurock (um 1492 – 1529), Schweizer Führer der Täuferbewegung
- Jörg Dahlmann (* 1959), deutscher Fernsehmoderator
- Jörg Ehlenbröker (* 1961), deutscher Autor und Ornithologe.
- Jörg Fauser (1944–1987), deutscher Schriftsteller und Journalist
- Jörg Flecker (* 1959), österreichischer Sozialwissenschaftler
- Jörg Hahnel (* 1982), deutscher Fußballspieler
- Jörg Haider (1950–2008), österreichischer Politiker (FPÖ, BZÖ)
- Jörg von Halspach (vor 1441 – 1488), auch Ganghofer genannt, Münchner Baumeister und Architekt
- Jörg Hardt (* 1980), deutscher Automobilrennfahrer
- Jörg Heidermann, deutscher Meteorologe und Wettermoderator
- Jörg Hengstler (1956–2024), deutscher Schauspieler und Synchronsprecher
- Jörg Hoff (* 1940), deutscher Generalapotheker
- Jörg Hube (1943–2009), deutscher Schauspieler, Regisseur und Kabarettist
- Jörg Immendorff (1945–2007), deutscher Maler und Bildhauer
- Jörg Jenatsch (1596–1639), Bündner Pfarrer und Politiker
- Jörg Kachelmann (* 1958), Schweizer Journalist und Moderator
- Jörg Keßler (* 1964), deutscher Fußballschiedsrichter
- Jörg Knör (* 1959), deutscher Fernsehmoderator
- Jörg Kubiessa (* 1964 oder 1965), deutscher Polizeibeamter
- Jörg von Liebenfelß (* 1930), österreichischer Schauspieler und Autor
- Jörg Lücke (1944–2002), deutscher Rechtswissenschaftler und Hochschullehrer
- Jörg Meuthen  (* 1961), deutscher Politiker (AfD)
- Jörg van Norden (* 1958), deutscher Historiker und Hochschullehrer
- Jörg Oppermann (* 1985), deutscher Springreiter
- Jörg Overmann (* 1961), deutscher Mikrobiologe und Hochschullehrer
- Jörg Pilawa (* 1965), deutscher Fernsehmoderator
- Jörg Pleva (1942–2013), deutscher Schauspieler, Sprecher und Theaterregisseur
- Jörg Rehbaum (* 1969), deutscher Politiker (SPD)
- Jörg Rehberg (1931–2001), Schweizer Rechtswissenschaftler, Hochschullehrer
- Jörg Ritzerfeld (* 1983), deutscher Skispringer
- Jörg Röhmann (* 1956), deutscher Politiker (SPD)
- Jörg Roßkopf (* 1969), deutscher Tischtennisspieler
- Jörg Sasse (* 1962), deutscher Fotograf
- Jörg Sauer (* 1963), deutscher Verwaltungswirt und Kommunalpolitiker (SPD)
- Jörg Scheinfeld (* 1970), deutscher Rechtswissenschaftler und Hochschullehrer
- Jörg Schlaich (1934–2021), deutscher Bauingenieur und Hochschullehrer
- Jörg Schneider (1935–2015), Schweizer Schauspieler
- Jörg Schönbohm (1937–2019), deutscher Politiker (CDU)
- Jörg Schröder (1938–2020), deutscher Verleger und Autor
- Jörg Schüttauf (* 1961), deutscher Schauspieler
- Jörg Schweinsteiger (* 1946), deutscher Brigadegeneral
- Jörg Sievers (1956–1973), deutscher Schwimmer
- Jörg Sievers (* 1965), deutscher Fußballtorhüter und -trainer
- Jörg Rüdiger Siewert (1940–2024), deutscher Chirurg
- Jörg Steiner (1930–2013), Schweizer Schriftsteller
- Jörg Stübner (1965–2019), deutscher Fußballspieler
- Jörg Swoboda (* 1947), deutscher Baptistenpastor und Liedermacher
- Jörg Tauss (* 1953), deutscher Politiker (SPD, Piraten)
- Jörg Thadeusz (* 1968), deutscher Fernsehmoderator
- Jörg Wengler (* 1967), deutscher Schachspieler
- Jörg Willer (1936–2017), deutscher Physikdidaktiker
- Jörg Wischmeier (1935–2012), deutscher Dreispringer
- Jörg Wontorra (* 1948), deutscher Fernsehmoderator

### Familienname
- Aberlin Jörg (1410–1492), württembergischer Architekt und Baumeister

- Beat Jörg (* 1958), Schweizer Politiker
- Corinne Jörg (* 1979), Schweizer Badmintonspielerin
- Edmund Jörg (1819–1901), deutscher Archivar und Politiker
- Erwin Jörg (1917–1977), deutscher Geologe und Paläontologe
- Frederik Jörg (* 1992), deutscher Basketballspieler
- Günther W. Jörg (1927–2010), deutscher Ingenieur
- Hans Jörg (* 1950), deutscher Fußballspieler
- Johann Christian Jörg (1779–1856), deutscher Geburtshelfer, Gynäkologe und Kinderarzt
- Josef Edmund Jörg (1819–1901), deutscher Archivar, Historiker, Politiker und Publizist
- Kevin Jörg (* 1995), Schweizer Automobilrennfahrer
- Kilian Jörg (* 1990), österreichischer Philosoph und Künstler
- Mauro Jörg (* 1990), schweizerischer Eishockeyspieler
- Michael Jörg (* 1979), deutscher Kameramann
- Oliver Jörg (* 1972), deutscher Politiker (CSU), MdL Bayern
- Peter Jörg (* 1972), schweizerischer Radrennfahrer
- Peter Joseph Jörg (1874–1958), deutscher Verwaltungsjurist, Kommunalpolitiker und Heimatforscher
- Richard Jörg (1908–1992), deutscher Architekt
- Ruth Jörg (* 1934), Schweizer Germanistin
- Sabine Jörg (* 1948), deutsche Schriftstellerin, Journalistin und bildende Künstlerin
- Selina Jörg (* 1988), deutsche Snowboardfahrerin
- Thomas Jörg (* 1981), deutscher Eishockeyspieler
- Wolfgang Jörg (* 1963), deutscher Politiker (SPD)

### Pseudonyme u.ä.
- Junker Jörg; Pseudonym von Martin Luther (1483–1546), deutscher Reformator
- Bauernjörg, siehe Georg Truchsess von Waldburg-Zeil (1488–1531), deutscher Heerführer im Bauernkrieg